# Polar Club Glacier
Polar Club Glacier är en glaciär i Antarktis. Den ligger i Sydshetlandsöarna. Argentina, Chile och Storbritannien gör anspråk på området. Polar Club Glacier ligger 63 meter över havet.
Terrängen runt Polar Club Glacier är kuperad åt nordväst, men söderut är den platt. Havet är nära Polar Club Glacier åt sydost. Trakten är glest befolkad. Närmaste befolkade plats är Commandante Ferraz Station, 18,2 kilometer norr om Polar Club Glacier. 